# Adam Godley
Adam Godley (ur. 22 lipca 1964 w Amersham) – brytyjski aktor filmowy, teatralny, telewizyjny i teatralny, były aktor dziecięcy.

## Biografia
Adam Godley urodził się w Amersham w Buckinghamshire w Anglii. Karierę aktorską rozpoczął w wieku 9 lat, w radiowej produkcji BBC My Old Man. Swoją pierwszą rolę teatralną odegrał w wieku 11 lat, w przedstawieniu The White Devil w teatrze The Old Vic. Jako dziecko miał sporo ról w Royal National Theatre. Oprócz tego ma na swoim koncie udział w wielu produkcjach filmowych i telewizyjnych.
Ma 185 cm wzrostu.